# 류코시딘
류코시딘 (백혈구파괴소, 백혈구독(毒), 로이코시딘, leukocidin)은 몇몇 종류의 세균(포도상구균)에 의해 만들어지는 세포 독소의 종류이다. 이 독소는 PFT(pore forming toxin)의 한 종류로, 숙주 세포의 인지질 이중막에 구멍을 뚫는 독소이다.
류코시딘의 이름은 백혈구(leukocyte)를 죽인다(-cide)는 뜻이다. 식세포, 자연살해세포, 수지상세포, T세포를 표적으로 한다. 류코시딘은 세균성 인베이신(invasin)의 종류에 속한다. 인베이신은 세균이 숙주 조직에 붙었을 때 침입을 도와주는 효소를 분비한다. 이는 외독소와 두 가지 측면에서 구별된다. 외독소와는 달리 덜 특정된(less specific) 메커니즘으로 작용하며, 그 독소의 작용이 보다 더 국소적(localized)이다.
대표적인 한 가지 유형으로 팬톤-발렌타인 류코시딘(Panton-Valentin leukocidin, PVL)이 있다.